# Jaynagar Majilpur
Jaynagar Majilpur is een stad in het district Dakshin 24 Parganas van de Indiase staat West-Bengalen.
Jaynagar Majilpur is een voorstad van Kolkata en ligt er direct ten zuiden van, in het gebied van Greater Kolkata en deel van het gebied beheerd door de Kolkata Metropolitan Development Authority (KMDA). Historisch zijn Jaynagar en Majilpur twee afzonderlijke steden. Sinds de oprichting van de gemeente op 1 april 1869 zijn deze twee steden samen bekend als Jaynagar Majilpur.